# Teràpia electroconvulsiva
La teràpia electroconvulsiva (TEC), també coneguda com a electroxoc, és un tractament psiquiàtric ben establert, en el qual les convulsions són elèctricament induïdes en pacients anestesiats per l'efecte terapèutic. Avui en dia, la TEC és més utilitzada com a tractament per a la depressió severa que no ha respost a altres tractaments, i també es fa servir en el tractament del trastorn bipolar i l'esquizofrènia (principalment catatònica). Es va introduir per primera vegada en la dècada de 1930 i va guanyar un ús generalitzat com una forma de tractament en els anys 1940 i 1950, avui, s'estima que 1 milió de persones a tot el món reben TEC cada any, en general en un curs de 6-12 tractaments administrats 2 o 3 vegades a la setmana.
La teràpia electroconvulsiva pot diferir en la seva aplicació en tres formes: la col·locació d'elèctrodes, la durada de temps en què es dona l'estímul, i la propietat dels estímuls. La diferència d'aquestes tres formes d'aplicació tenen diferències significatives tant en els efectes secundaris adversos com en els resultats positius. Després de l'electroxoc, caldrà habitualment continuar el tractament farmacològic, i alguns pacients requeriran noves sessions. Es precisa el consentiment informat del pacient; i el tractament involuntari no és comú en els països que segueixen les normes estàndards actuals i només s'utilitzarà quan l'ús de la TEC es cregui que és l'únic tractament que pot recuperar el pacient.
Ha estat un tractament controvertit, ja que antigament s'havia utilitzat de forma indiscriminada en pacients agitats, cosa recollida en moltes pel·lícules d'internaments psiquiàtrics, però lluny de la realitat actual.